# Rutidosis crispata
Rutidosis crispata là một loài thực vật có hoa trong họ Cúc. Loài này được A.E.Holland miêu tả khoa học đầu tiên năm 1994.